# Nomada inermis
Nomada inermis là một loài Hymenoptera trong họ Apidae. Loài này được Pérez mô tả khoa học năm 1895.